# سیارک ۱۹۴۲۶
سیارک ۱۹۴۲۶ (به انگلیسی: 19426 Leal، نامگذاری:1998FP65) نوزده هزار و چهارصد و بیست و ششمین سیارک کشف شده‌است که در ۲۰ مارس ۱۹۹۸ کشف شد.
قدر مطلق سیارک برابر ۱۸.۶ است.